# 즈워토리야군

돌니실롱스크주 지도에 표시된 즈워토리야군의 위치

즈워토리야군(폴란드어: powiat złotoryjski)은 폴란드 돌니실롱스크주에 위치한 군으로 군청 소재지는 즈워토리야이며 면적은 575.45km2, 인구는 43,719명(2019년 6월 30일 기준), 인구 밀도는 76명/km2이다.
북동쪽으로는 레그니차군, 동쪽으로는 야보르군, 남쪽으로는 카르코노셰군, 서쪽으로는 르부베크군, 볼레스와비에츠군과 접한다. 6개 지방 자치체(2개 도시, 1개 도시형 농촌, 3개 농촌)를 관할한다.

군기
군 문장